# Imphal
Imphal este un oraș în India.